# Trivium Charontis
Trivium Charontis  è una caratteristica di albedo della superficie di Marte.